# Jan Heuman
Jan Gustaf Mathias Heuman, född 5 maj 1929 i Malmö, död 7 november 2023 i Stockholm, var en svensk jurist.
Heuman avlade juris kandidatexamen vid Lunds universitet 1953 och genomförde tingstjänstgöring 1953–1956. Han blev fiskal i Göta hovrätt 1957, tjänstgjorde i riksdagens första och tredje lagutskott 1963–1966, utnämndes till assessor 1964 och var sekreterare och ledamot i lagberedningen 1967–1970. Heuman blev hovrättsråd 1970, sakkunnig i Justitiedepartementet 1971, rådman i Helsingborgs tingsrätt 1972, lagman i Landskrona tingsrätt 1976 och var justitieråd i Högsta domstolen 1981–1995.
Jan Heuman var son till Maths Heuman och gift med Åsa Kastman Heuman.